# 朱京阳
朱京阳（1972年12月—），男，江苏丹阳人，中华人民共和国外交官，曾任中华人民共和国驻巴塞罗那总领事，现任中华人民共和国驻哥伦比亚共和国特命全权大使。

## 生平
1995年，进入中华人民共和国外交部工作，先后在外交部拉丁美洲和加勒比司、驻秘鲁大使馆、全国政协民族和宗教委员会办公室任职。2011年，任驻阿根廷大使馆参赞。2015年，任外交部拉丁美洲和加勒比司参赞兼处长。2018年，任外交部翻译司参赞。2021年5月，出任中华人民共和国驻巴塞罗那总领事。2023年8月，自驻巴塞罗那总领事离任，出任中华人民共和国驻哥伦比亚大使。

## 家庭
已婚，有一子。